# Ход белой королевы (фильм)
«Ход белой королевы» — советский полнометражный цветной художественный фильм по одноимённой повести Льва Кассиля, поставленный на киностудии «Ленфильм» в 1971 году режиссёром Виктором Садовским. Премьера фильма в СССР состоялась 24 апреля 1972 года.

## Сюжет
Спортивная драма «Ход белой королевы» основана на одноименной повести Льва Кассиля и посвящается советским спортсменам-победителям чемпионата мира по лыжам в Высоких Татрах. Помимо самой истории, в фильме «Ход белой королевы» можно увидеть и документальную хронику того легендарного соревнования. Степан Михайлович Чудинов, несмотря на свою основную профессию инженера, прославился как талантливый тренер по лыжному спорту. Однако череда локальных неудач, непонимание со стороны лучшей ученицы и разногласия с Федерацией спорта, не желающей менять методику подготовки спортсменов, заставляют тренера покинуть свой пост. Чудинов принимает предложение поработать на новостройке в далеком Зимогорске и не собирается менять своего решения. В таежном краю судьба сводит его с местной жительницей Натальей Скуратовой, недавно пережившей оглушительное поражение на всесоюзных соревнованиях. Степан Михайлович видит в девушке недюжинный талант, соседствующий с недостатком техники, что вновь пробуждает в нём страсть и тягу к тренировкам.

## В главных ролях
- Светлана Головина — Наталья Скуратова
- Кирилл Лавров — Степан Чудинов, тренер по лыжам, инженер
- Виктория Фёдорова — Алиса Бабурина
- Николай Озеров — Евгений Карычев, спортивный репортёр

## В ролях
- Анатолий Папанов — отец Наташи
- Евгений Евстигнеев — Дрыжик, парикмахер
- Леонид Куравлёв — Тюликов, тренер Бабуриной
- Алексей Смирнов — Тимофей Крыжалов, незадачливый спаситель
- Алексей Кожевников — корреспондент газеты
- Иосиф Конопацкий — Ворохтин, председатель горисполкома
- Костя Корнаков — Сергунок Орлов

## Съёмочная группа
- Сценарий — Льва Кассиля, Виктора Садовского
- Режиссёр-постановщик — Виктор Садовский
- Главный оператор — Борис Тимковский
- Сооператор — Николай Покопцев
- Главный художник — Борис Бурмистров
- Композитор — Владлен Чистяков
- Текст песни — Михаила Ножкина

## Признание и награды
- 1971 — Третий приз «Бронзовая медаль» на IV ВКФ спортивных фильмов в Одессе, УССР (1972).
Приз «Хрустальный кубок» Комитета по физической культуре и спорту при СМ СССР и Федерации спортивного кино СССР на V ВКФ (1972).
Почетный диплом фильму на XXIII МКФ трудящихся в (Чехословакии) (1972).
Почетная «Золотая медаль» Олимпийского комитета Италии режиссёру Виктору Садовскому.
Гран-при на XXVII МКФ спортивных фильмов в Кортина д’Ампеццо, Италия (1972).
Главный приз «Золотой рододендрон» на XXI МКФ фильмов «Читта ди Тренто» о горах и их исследованиях в Тренто, Италия (1973).
Почетный диплом фильму на XXIII МКФ трудящихся, (ЧССР) (1972).